# SG Sonnenhof Großaspach
Die Sportgemeinschaft Sonnenhof Großaspach e. V. ist ein 1994 durch den Zusammenschluss der Fußballabteilungen zweier lokaler Vereine entstandener Fußballverein mit rund 850 Mitgliedern aus dem württembergischen Aspach. Die Vereinsfarben sind rot und schwarz.
Bekannt wurde der Verein durch seine erste Fußballmannschaft, die von 2014 bis 2020 in der 3. Liga spielte. In der Saison 2025/26 spielt der Verein in der viertklassigen Regionalliga Südwest. Inzwischen besteht bei der SG Sonnenhof Großaspach nur noch eine Fußballabteilung: Aufgrund des sportlichen Erfolgs der Fußballer gliederten sich im Sommer 2010 die Abteilungen Turnen, Tischtennis und Sportkegeln aus und gründeten eigene Vereine.
Heimstätte des Vereins ist seit dem Zusammenschluss der Sportpark Fautenhau. 2011 wurde dort ein Stadion mit einem Fassungsvermögen von 10.001 Zuschauern eröffnet, das derzeit den Sponsorennamen WIRmachenDRUCK Arena trägt und in dem die erste Fußballmannschaft des Vereins ihre Heimspiele austrägt.

## Geschichte

### Vorgängervereine

#### SpVgg Großaspach
1920 wurde der Turnverein Großaspach gegründet. Aus diesem spaltete sich wiederum, aufgrund einer abweichenden politischen Gesinnung, der Arbeiter-Turnerbund Großaspach ab. Im Turnverein Großaspach wurden in der Folgezeit auch eine Radfahrabteilung gegründet und die Fußballabteilung entstand am 1. März 1936.
Nach Kriegsende wurden der Arbeiter-Turnerbund Großaspach mit dem Turnverein Großaspach am 6. Juli 1946 zusammengeschlossen und fungierte ab sofort als Sportvereinigung Großaspach. In der Saison 1954/55 gelang den Fußballern erstmals der Aufstieg in die A-Klasse Rems-Murr. Daraufhin ging es allerdings sportlich bergab, was in der Saison 1962/63 letztlich zum Abstieg in die C-Klasse führte. Erneut gelang 1974 der Aufstieg in die A-Klasse. In den Folgejahren wurde die SpVgg Großaspach zur Fahrstuhlmannschaft zwischen der Bezirksliga und der Kreisliga A. Ab der Saison 1982/83 bis zur Fusion mit dem FC Sonnenhof Kleinaspach spielte die Sportvereinigung dann durchgehend in der Kreisliga A.

#### FC Sonnenhof Kleinaspach
Die weiteren Wurzeln der heutigen SG Sonnenhof Großaspach gehen auf eine ab 1976 existierende Stammtischmannschaft um Uli Ferber, den damaligen Juniorchef des Kleinaspacher Hotels Sonnenhof zurück. Im Jahr 1982 gründeten die Mitglieder der Thekenmannschaft schließlich den Verein FC Sonnenhof Kleinaspach, der fortan in der vom württembergischen Fußballverband veranstalteten Freizeitliga spielte. Die Hobbyfußballer konnten sich vermehrt mit landes- und verbandsligaerfahrenen Spielern verstärken, welche zuvor meist beim FC Viktoria Backnang tätig waren. In der Folgezeit begann der FC Sonnenhof, den württembergischen Freizeitfußball zu dominieren. Die ersten großen Erfolge konnten in der Spielzeit 1986/87 erzielt werden. Die Mannschaft wurde sowohl in der Halle als auch auf dem Feld württembergischer Meister und gewann zudem den WFV-Pokal für Freizeitmannschaften.
Ab der Spielzeit 1987/88 meldete sich Kleinaspach zum regulären Spielbetrieb des württembergischen Fußballverbandes an. Gespielt wurde auf dem Sportplatz des TSV Bad Rietenau. In der ersten Saison belegte die Mannschaft um Spielertrainer Görge Kalb den vierten Platz. Bereits in der nächsten Saison wurde man Meister und schaffte den Aufstieg in die Kreisliga A. Den Aufstieg in die Bezirksliga schaffte der FC Sonnenhof Kleinaspach, für den zu jener Zeit der in Backnang lebende Ralf Rangnick einige Spiele absolvierte, in der Saison 1990/91.
Von 1991 bis 1994 gehörte der FC Sonnenhof der Bezirksliga Rems/Murr an. In der Spielzeit 1992/93 wurde man mit Trainer Görge Kalb Bezirksligameister. Aufgrund der Reduzierung der Landesliga von 18 auf 16 Mannschaften, konnten nur drei Meister aus den vier Bezirken Hohenlohe, Unterland, Enz/Murr und Rems/Murr aufsteigen. Kleinaspach scheiterte in den Qualifikationsspielen zunächst mit 1:1 und 1:2 nach Verlängerung am TSV Merklingen. In den Entscheidungsspielen um den dritten Aufstiegsplatz traf man auf den SV Schluchtern, der in der ersten Relegationsrunde gegen den TSV Crailsheim verloren hatte. Erneut erreichten die Aspacher ein Unentschieden im Auswärtsspiel. Doch das 3:3 aus dem Hinspiel reichte nicht. Durch die 1:2-Heimniederlage vor 1.200 Zuschauern in Rietenau verpasste der FC Sonnenhof den Landesligaaufstieg. Dieser gelang schließlich in der darauf folgenden Spielzeit. Nachdem die Vorrunde enttäuschend verlaufen war, musste der neue Trainer Herbert Bentz kurz vor der Winterpause gehen. Ersetzt wurde er durch seinen Vorgänger Görge Kalb, mit dem die Meisterschaft der Bezirksliga und der damit verbundene Aufstieg in die Landesliga Württemberg erreicht wurde. Der Erfolgstrainer betreute den neuen Landesligisten bis 1998.

### 1994 bis 2002: Fusion und erste Jahre
| Saison                   | Liga (Ebene)                | Platz |
| ------------------------ | --------------------------- | ----- |
| 1994/95                  | Landesliga Württemberg (VI) | 04.   |
| 1995/96                  | Landesliga Württemberg (VI) | 02.   |
| 1996/97                  | Landesliga Württemberg (VI) | 04.   |
| 1997/98                  | Landesliga Württemberg (VI) | 02.   |
| 1998/99                  | Landesliga Württemberg (VI) | 02.   |
| 1999/00                  | Landesliga Württemberg (VI) | 04.   |
| 2000/01                  | Landesliga Württemberg (VI) | 02.   |
| 2001/02                  | Landesliga Württemberg (VI) | 01.   |
| grün unterlegt: Aufstieg |                             |       |

Die SG Sonnenhof Großaspach resultiert aus dem Zusammenschluss des FC Sonnenhof Kleinaspach mit der SpVgg Großaspach. Die beiden Vereine hatten bereits ab 1993 erste Gespräche über eine Fusion geführt, deren Fernziel ein FC Aspach war, der ursprünglich auch den TSV Bad Rietenau und die SpVgg Kleinaspach/Allmersbach mit einschließen sollte. Am 25. August 1994 fusionierten am Ende jedoch nur die Fußballabteilungen der Spielvereinigung und des FC Sonnenhof. Der neu gegründete Verein, dessen erster Vorsitzender Uli Ferber war, hatte 161 Mitglieder. Weil die Gründungsversammlung erst nach dem Meldeschluss des Württembergischen Fußballverbandes stattfand, spielten die Teams in der ersten Saison unter altem Namen weiter: in der Landesliga der FC Sonnenhof Kleinaspach I, in der Kreisliga A die SpVgg Großaspach und in der Kreisliga B der FC Sonnenhof Kleinaspach II.
Mit der Fusion konnten die Fußballer des FC Sonnenhof den zuvor genutzten Sportplatz des TSV Bad Rietenau verlassen und fortan den Großaspacher Sportpark Fautenhau nutzen. Dieser wurde innerhalb der nächsten 18 Monate grundlegend modernisiert und erweitert. Zum bestehenden Waldsportplatz mit dem Vereinsheim kamen ein Kunstrasenplatz sowie das „Kanadische Blockhaus“, das unter anderem neue Umkleidekabinen, Sanitäre Anlagen und die Geschäftsstelle beherbergte, hinzu. Sportlich zählte die erste Mannschaft sofort zu den Spitzenteams der Landesliga. Bereits im ersten Jahr belegte man den vierten Tabellenplatz. In den folgenden sechs Jahren standen die Aspacher mehrmals davor, den Landesliga-Titel zu holen und in die Verbandsliga Württemberg aufzusteigen; 1996, 1998, 1999 und 2001 wurde man Vizemeister. Besonders knapp war es in der Spielzeit 1998/99, als man am Ende punktgleich mit Meister SGV Freiberg war und wegen der schlechteren Tordifferenz das Nachsehen hatte. Unter Trainer Jürgen Rapolder war es in der Runde 2001/02 schließlich soweit: Die SG Sonnenhof Großaspach und der TSV Schwieberdingen lagen über die gesamte Spielzeit mit einem deutlichen Abstand zu den restlichen Mannschaften eng beisammen an der Tabellenspitze. Durch ein 2:0 im Lokalderby bei der TSG Backnang wurde die Meisterschaft am 1. Juni 2002 und damit der Aufstieg in die Verbandsliga geschafft. Die SG Sonnenhof hatte am Ende zwei Punkte Vorsprung auf den zweitplatzierten TSV Schwieberdingen.

### 2002 bis 2013: Von der Verbandsliga in die Regionalliga
| Saison                   | Liga (Ebene)                    | Platz (von) |
| ------------------------ | ------------------------------- | ----------- |
| 2002/03                  | Verbandsliga Württemberg (V)    | 08. (15)    |
| 2003/04                  | Verbandsliga Württemberg (V)    | 08. (15)    |
| 2004/05                  | Verbandsliga Württemberg (V)    | 01. (16)    |
| 2005/06                  | Oberliga Baden-Württemberg (IV) | 14. (18)    |
| 2006/07                  | Oberliga Baden-Württemberg (IV) | 13. (18)    |
| 2007/08                  | Oberliga Baden-Württemberg (IV) | 10. (18)    |
| 2008/09                  | Oberliga Baden-Württemberg (V)  | 01. (18)    |
| 2009/10                  | Regionalliga Süd (IV)           | 12. (18)    |
| 2010/11                  | Regionalliga Süd (IV)           | 14. (16)    |
| 2011/12                  | Regionalliga Süd (IV)           | 02. (18)    |
| 2012/13                  | Regionalliga Südwest (IV)       | 04. (19)    |
| 2013/14                  | Regionalliga Südwest (IV)       | 01. (18)    |
| grün unterlegt: Aufstieg |                                 |             |

Die SG Sonnenhof Großaspach startete mit einer 0:1-Heimniederlage gegen den VfR Heilbronn am 11. August 2002 in ihre erste Verbandsligasaison. Nach weiteren Niederlagen folgte am vierten Spieltag beim 2:1 bei den TSF Ditzingen der erste Sieg. Schon bald fand sich die Mannschaft in der neuen Spielklasse gut zurecht. Am Saisonende wurde die SG im gesicherten Mittelfeld Achter, eine Platzierung, die man im darauf folgenden Jahr wiederholte. In der Spielzeit 2004/05 setzte sich Großaspach unter dem zurückgekehrten Trainer Herbert Bentz im vorderen Drittel der Tabelle fest. Nachdem die Mannschaft zur Winterpause auf Platz drei gelegen war, schob man sich in der Rückrunde nach 14 Spielen ohne Niederlage auf den ersten Rang und lag in der Abschlusstabelle fünf Punkte vor Vizemeister TSG Balingen. Mit der Verbandsliga-Meisterschaft und dem Aufstieg in die viertklassige Oberliga Baden-Württemberg gelang der bis dahin größte Erfolg in der Vereinsgeschichte.
In den ersten beiden Oberliga-Jahren spielte die SG gegen den Abstieg, konnte die Klasse aber jeweils halten. In der Saison 2005/06 belegte Großaspach Platz 14, 2006/07 wurde man Dreizehnter.
Die Oberliga-Saison 2007/08 verlief besonders in der Vorrunde turbulent. Unter dem neuen Trainer Markus Gisdol stand die SG Sonnenhof nach sieben Spieltagen erstmals in der Vereinsgeschichte in der Oberliga an der Tabellenspitze. Nachdem Gisdols Forderung, der Verein solle sich von den Spielern Hakan Atik, David Montero und Manuel Wengert trennen, von den Aspacher Verantwortlichen nicht erfüllt worden war, trat er am 19. November 2007 von seinem Amt zurück. Zwischenzeitlich leitete Maurizio Gaudino eine Trainingseinheit, bevor Hans-Jürgen Boysen für den Rest des Jahres übernahm und die Mannschaft nach einem Sieg und drei Niederlagen auf Platz zehn lag. In der Winterpause verließen Leistungsträger wie der bisherige Mannschaftskapitän Benjamin Gorka, Hakan Atik und Torjäger Gino Russo den Verein. Am 13. Januar 2008 übernahm Thomas Letsch die Mannschaft. Unter ihm wurden die Leistungen wieder konstanter: Großaspach blieb sechs Spiele hintereinander ungeschlagen und bezwang dabei den späteren Regionalliga-Aufsteiger Waldhof Mannheim vor 1.150 Zuschauern im Sportpark Fautenhau mit 1:0. Bis zum Saisonende blieb die SG konstant auf Rang zehn.
Der Aufschwung hielt auch in der Spielzeit 2008/09 an. Nach einem positiven Saisonverlauf sicherte sich die SG Sonnenhof Großaspach einen Spieltag vor der Winterpause mit einem 8:0-Sieg über den VfR Mannheim die Herbstmeisterschaft in der Oberliga Baden-Württemberg. Die Tabellenführung gab die Mannschaft auch in der Rückrunde nicht mehr ab. Mit dem 4:0-Sieg über den Offenburger FV zwei Spieltage vor Schluss konnte die Oberliga-Meisterschaft und der damit verbundene Aufstieg in die Regionalliga Süd perfekt gemacht werden. Zudem gewann das Team von Thomas Letsch den WFV-Pokal: Großaspach gewann mit 1:0 gegen die SpVgg 07 Ludwigsburg durch ein Tor von Nicolo Mazzola in der Schlussminute. Damit nahm die SG an der ersten Runde des DFB-Pokals 2009/10 teil, in der sie gegen den VfB Stuttgart nach 1:0-Halbzeitführung mit 1:4 unterlag.
Zum 1. Juli 2009 übernahm der ehemalige Bundesliga-Profi Jürgen Hartmann den Trainerposten bei der SG; er wurde am 14. April 2010 entlassen. Sein Nachfolger war übergangsweise Spielertrainer Rüdiger Rehm. Am 20. Mai wurde der Trainer der II. Mannschaft, Norbert Gundelsweiler, als Interimstrainer bis Saisonschluss und Alexander Zorniger ab Saison 2010/11 verpflichtet. Nachdem dieser zur Saison 2012/13 zu RB Leipzig gewechselt war, übernahm Rüdiger Rehm als Cheftrainer.

### 2014 bis 2020: Der „Dorfklub“ im Profifußball
| Saison                 | Liga (Ebene)  | Platz (von) |
| ---------------------- | ------------- | ----------- |
| 2014/15                | 3. Liga (III) | 15. (20)    |
| 2015/16                | 3. Liga (III) | 07. (20)    |
| 2016/17                | 3. Liga (III) | 10. (20)    |
| 2017/18                | 3. Liga (III) | 14. (20)    |
| 2018/19                | 3. Liga (III) | 15. (20)    |
| 2019/20                | 3. Liga (III) | 19. (20)    |
| rot unterlegt: Abstieg |               |             |

In der Spielzeit 2013/14 wurde die SGS Großaspach Meister der Regionalliga Südwest. Anschließend setzte sich der Verein in den Aufstiegsspielen zur 3. Liga gegen die zweite Mannschaft des VfL Wolfsburg nach einem 0:0 im Hinspiel im Rückspiel am 1. Juni 2014 durch einen Treffer von Sahr Senesie mit einem 1:0-Auswärtssieg durch.
Am 28. Oktober 2014 ließ Cheftrainer Rüdiger Rehm, um sich auf den Fußballlehrer-Lehrgang des DFB zu konzentrieren, sein Amt bis zum Saisonende ruhen und wurde durch Uwe Rapolder vertreten. Nach einem enttäuschenden Rückrundenstart trat Rapolder am 25. Februar 2015 zurück und Rehm übernahm vorzeitig wieder den Trainerposten. Die Saison beendete Großaspach auf Rang 15.
Zur Saison 2015/16 wurde die – in der Landesliga spielende – zweite Mannschaft der SG abgemeldet. Begründet wurde dieser Schritt damit, dass zukünftig die Jugendförderung intensiviert und das duale System gestärkt werden solle.
In ihrer zweiten Drittligasaison 2015/16 sicherte sich die SGS die Vize-Herbstmeisterschaft und überwinterte auf dem zweiten Tabellenrang. Die hervorragende Hinserie konnte in der Rückrunde nicht wiederholt werden. Weil man aber in fremden Stadien regelmäßig punktete, wurde die Heimschwäche noch etwas egalisiert. 2016 blieb man im heimischen Stadion aber ohne Sieg und die Konkurrenz überholte die Großaspacher Elf. Am letzten Spieltag bei Meister Dynamo Dresden hätte die Überraschung mit dem 4. Rang und der damit verbundenen Qualifikation zum DFB-Pokal glücken können; in den Schlussminuten gab man aber die 1:0-Führung aus der Hand und unterlag mit 1:2. Zur Saison 2016/17 gab es einen Wechsel auf dem Cheftrainerposten. Oliver Zapel beerbte Rüdiger Rehm, der nach acht Jahren als Spieler und (Co-)Trainer den Verein nach Bielefeld zur Arminia in die 2. Bundesliga verließ. Die erste Post-Rehm-Saison wurde, nach erneutem Mitmischen in oberen Tabellenregionen, auf dem 10. Platz beendet. Trainer Zapel verließ den Verein nach seinem ersten Jahr und wurde durch Sascha Hildmann ersetzt.
Seit 2019 besteht im Jugendbereich eine Kooperation mit dem VfB Stuttgart.
Am 35. Spieltag der Drittliga-Saison 2019/20 stand nach dem 1:2 gegen den SV Meppen der Abstieg in die viertklassige Regionalliga Südwest fest.

### Seit 2020: Gegenwart
| Saison                                           | Liga (Ebene)                   | Platz (von) |
| ------------------------------------------------ | ------------------------------ | ----------- |
| 2020/21                                          | Regionalliga Südwest (IV)      | 19. (22)    |
| 2021/22                                          | Regionalliga Südwest (IV)      | 16. (19)    |
| 2022/23                                          | Oberliga Baden-Württemberg (V) | 2. (18)     |
| 2023/24                                          | Oberliga Baden-Württemberg (V) | 3. (18)     |
| 2024/25                                          | Oberliga Baden-Württemberg (V) | 1. (18)     |
| 2025/26                                          | Regionalliga Südwest (IV)      |             |
| grün unterlegt: Aufstieg; rot unterlegt: Abstieg |                                |             |

Nach dem Abstieg verließen mit Kai Brünker, Dominik Martinović und Panagiotis Vlachodimos drei Stammspieler den Verein. In der Regionalligasaison 2020/21 landete Sonnenhof Großaspach auf dem 19. Platz. Mit 43 Punkten aus 42 Spielen hatte man am Saisonende 18 Punkte Vorsprung auf den ersten Absteiger FC Bayern Alzenau. Besonders stach Marvin Çuni heraus. Mit 19 Toren aus 34 Spielen belegte er Platz fünf auf der Torjägerliste. Nachdem man in der Saison 2021/22 nach 20 Spielen nur 20 Punkte hatte, entließ man Cheftrainer Steffen Weiß. Für die letzten drei Spiele des Jahres übernahm der bisherige Co-Trainer Marcus Lauer interimsweise. Anfang Januar 2022 wurde Hans-Jürgen Boysen als neuer Cheftrainer vorgestellt. Als spielenden Co-Trainer verpflichtete man Sascha Mölders. Auch unter den neuen Trainern konnte die Talfahrt nicht gestoppt werden, sodass man in die Oberliga Baden-Württemberg abstieg. Im Sommer 2022 verließen Trainer Hans-Jürgen Boysen und auch Sascha Mölders den Dorfklub und Evangelos Sbonias wurde der neue Cheftrainer. Die SG Sonnenhof Großaspach beendete die Spielzeit 2022/23 auf dem 2. Tabellenplatz hinter den Stuttgarter Kickers und verpasste in der Aufstiegsrunde gegen TuS Koblenz nach einer 2:1-Niederlage im Hinspiel und einem 2:2-Unentschieden im Heimspiel nur knapp den Aufstieg in die Regionalliga Südwest. In der Saison 2023/24 verpasste der Verein knapp die Relegation und wurde Dritter, als man am letzten Spieltag noch den zweiten Platz an den 1. Göppinger SV abtreten musste. Die Saison 2024/2025 begann mit 4 Siegen und 1 Unentschieden aus den ersten 5 Spielen positiv. Es folgten in den darauf folgenden Monaten insgesamt 31 Siege in 34 Ligaspielen. Exakt 370 Tage blieb die SG in der Oberliga Baden-Württemberg ungeschlagen. Erst am 32. Spieltag unterlag Großaspach erstmals in dieser Saison in Hollenbach mit 2:3. Die seit dem 13. Spieltag gehaltene Tabellenführung gaben die Aspacher jedoch nicht mehr ab und machten so frühzeitig den direkten Aufstieg in die Regionalliga Südwest perfekt. Mit dem Meistertitel in der Tasche reiste die SG zum Finale des wfv-Pokals ins Gazi-Stadion auf der Waldau in Stuttgart gegen den Ligarivalen TSG Balingen. Mit 2:0 setzten sich die Aspacher auch dort durch und feierten am Saisonende das Double aus Meisterschaft und Pokalsieg.
Der Pokalsieg berechtigt die SG Sonnenhof zur Teilnahme am DFB-Pokal in der Saison 2025/2026. Die Auslosung am 15. Juni 2025 ergab ein Erstrundenmatch mit dem Bundesligisten Bayer 04 Leverkusen.

## Namen und Zahlen

### Pokalhistorie

#### DFB-Pokal
Aufgelistet sind alle Saisons, in welchen die SG Sonnenhof Großaspach am DFB-Pokal teilgenommen hat.
| Saison  | Runde    | Stadion, Stadt               | Spielpaarung            | Spielpaarung | Spielpaarung        |
| ------- | -------- | ---------------------------- | ----------------------- | ------------ | ------------------- |
| 2009/10 | 1. Runde | Frankenstadion, Heilbronn    | SG Sonnenhof Großaspach | 1:4          | VfB Stuttgart       |
| 2012/13 | 1. Runde | comtech Arena, Aspach        | SG Sonnenhof Großaspach | 1:2          | FSV Frankfurt       |
| 2025/26 | 1. Runde | WIRmachenDRUCK Arena, Aspach | SG Sonnenhof Großaspach | 0:4          | Bayer 04 Leverkusen |

#### Landespokal Württemberg
Aufgelistet sind alle Finalteilnahmen der SG Sonnenhof Großaspach im württembergischen Landespokal.
| Saison  | Stadion, Stadt                         | Spielpaarung            | Spielpaarung | Spielpaarung            |
| ------- | -------------------------------------- | ----------------------- | ------------ | ----------------------- |
| 2008/09 | Felsenberg-Arena, Schwieberdingen      | SG Sonnenhof Großaspach | 1:0          | SpVgg 07 Ludwigsburg    |
| 2011/12 | Scholz-Arena, Aalen                    | SG Sonnenhof Großaspach | 0:2          | 1. FC Heidenheim        |
| 2023/24 | WIRmachenDRUCK Arena, Aspach           | SG Sonnenhof Großaspach | 1:4          | VfR Aalen               |
| 2024/25 | Gazi-Stadion auf der Waldau, Stuttgart | TSG Balingen            | 0:2          | SG Sonnenhof Großaspach |

### Erfolge
- WFV-Pokalsieger: 2009, 2025 (Qualifikation zum DFB-Pokal)
- WFV-Pokalfinalist: 2012 (Qualifikation zum DFB-Pokal), 2024
- Meister der Regionalliga Südwest: 2014
- Meister der Oberliga Baden-Württemberg: 2009, 2025
- Meister der Verbandsliga Württemberg: 2005
- Meister der Landesliga Württemberg: 2002

### Trainerhistorie
Eine chronologische Übersicht der Trainer des Vereins seit 1994.
| Amtszeit  | Trainer           |
| --------- | ----------------- |
| 1994–1998 | Görge Kalb        |
| 1998–2000 | Raimund Grüttner  |
| 2000      | Seppi Kiefer I    |
| 2000–2003 | Jürgen Rapolder   |
| 2003      | Seppi Kiefer I    |
| 2003–2006 | Herbert Bentz     |
| 2006–2007 | Alexander Malchow |
| 2007      | Markus Gisdol     |

| Amtszeit  | Trainer                 |
| --------- | ----------------------- |
| 2007      | Hans-Jürgen Boysen I    |
| 2008–2009 | Thomas Letsch           |
| 2009–2010 | Jürgen Hartmann         |
| 2010      | Rüdiger Rehm I          |
| 2010      | Norbert Gundelsweiler I |
| 2010–2012 | Alexander Zorniger      |
| 2012–2014 | Rüdiger Rehm            |
| 2014–2015 | Uwe Rapolder            |

| Amtszeit  | Trainer               |
| --------- | --------------------- |
| 2015–2016 | Rüdiger Rehm          |
| 2016–2017 | Oliver Zapel          |
| 2017–2018 | Sascha Hildmann       |
| 2018      | Zlatko Blaškić I      |
| 2018–2019 | Florian Schnorrenberg |
| 2019      | Markus Lang I         |
| 2019      | Oliver Zapel          |
| 2019      | Markus Lang I         |

| Amtszeit  | Trainer             |
| --------- | ------------------- |
| 2020      | Mike Sadlo          |
| 2020      | Markus Lang I       |
| 2020–2021 | Hans-Jürgen Boysen  |
| 2021      | Walter Thomae       |
| 2021      | Rainer Scharinger I |
| 2021      | Steffen Weiß        |
| 2021      | Marcus Lauer I      |
| 2022      | Hans-Jürgen Boysen  |

| Amtszeit  | Trainer           |
| --------- | ----------------- |
| 2022–2023 | Evangelos Sbonias |
| 2023–     | Pascal Reinhardt  |

## Spieler

### Bekannte ehemalige Spieler
- Fabian Aupperle
- Martin Cimander
- Shqiprim Binakaj
- Manuel Fischer
- Marco Grüttner
- Daniel Hägele
- Aleksandr Kuchma
- Moritz Kuhn
- David Montero
- Matthias Morys
- Rüdiger Rehm
- Michele Rizzi
- Benedikt Röcker
- Timo Röttger
- Tobias Rühle
- Saër Sène
- Sahr Senesie
- Simon Skarlatidis
- Niklas-Wilson Sommer

### Rekordspieler
Aufgeführt sind die Spieler mit mehr als 200 Einsätzen in Pflichtspielen für die SG Sonnenhof Großaspach.
| Spieler           | Zeit      | 3L  | RL  | OL  | VL | LL  | P  | Ges. |
| ----------------- | --------- | --- | --- | --- | -- | --- | -- | ---- |
| Martin Cimander   | 2000–2017 | 1   | 86  | 125 | 70 | 48  | 43 | 373  |
| Shqiprim Binakaj  | 2008–2019 | 140 | 156 | 25  | –  | –   | 43 | 364  |
| Kai Gehring       | 2013–2022 | 193 | 94  | –   | –  | –   | 25 | 312  |
| Dennis Grab       | 2004–2013 | –   | 114 | 120 | 6  | –   | 29 | 269  |
| Julian Leist      | 2014–2021 | 201 | 26  | –   | –  | –   | 18 | 245  |
| Markus Gentner    | 1998–2007 | –   | –   | 41  | 73 | 108 | 18 | 240  |
| Daniel Hägele     | 2011–2018 | 114 | 95  | –   | –  | –   | 23 | 232  |
| Rainer Häußermann | 0000–2005 | –   | –   | –   | 13 | 184 | 9  | 206  |

(Stand: 30. Juni 2025 / 3L=3. Liga; RL=Regionalliga; OL=Oberliga; VL=Verbandsliga; LL=Landesliga; P=DFB-Pokal und WFV-Pokal)

## Stadion und Infrastruktur

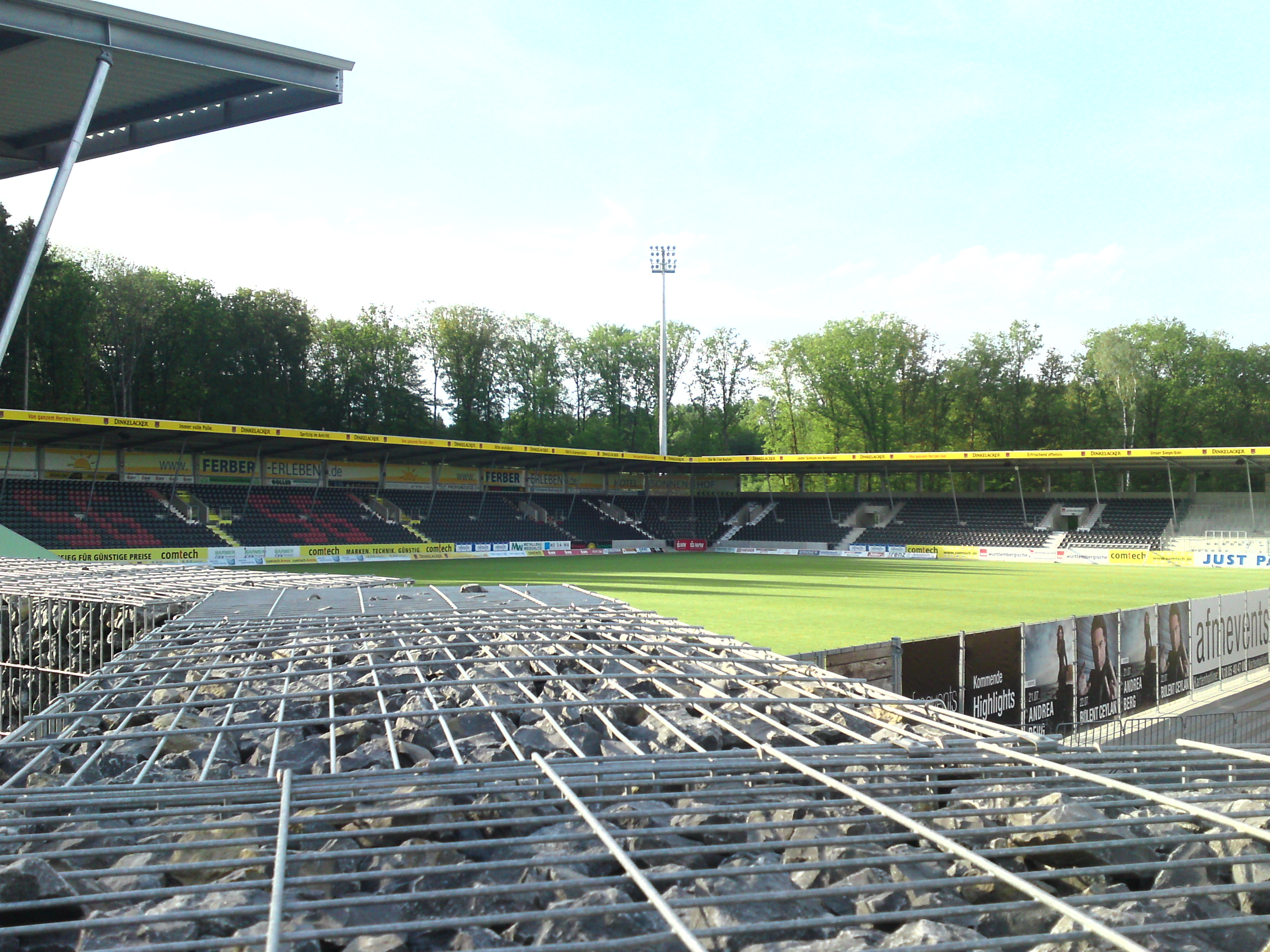
Der Stadionneubau im Jahr 2012

Der FC Sonnenhof Kleinaspach spielte mangels eigenem Spielfeld zunächst auf dem Sportplatz des Turn- und Sportvereins im Aspacher Teilort Bad Rietenau. Nach dem Zusammenschluss des FC Sonnenhof mit der SpVgg Großaspach zur neuen Sportgemeinschaft wurde der zuvor von der SpVgg genutzte Sportpark Fautenhau Heimstätte des fusionierten Vereins.
Der Sportpark Fautenhau befindet sich außerhalb Großaspachs und wurde im Jahre 1994 grundlegend erweitert und modernisiert. Das offiziell rund 3.500 Zuschauer fassende Naturstadion, damals der Hauptplatz des Sportparks, ist zum Großteil ebenerdig. An einer Längsseite und hinter dem Tor befindet sich ein kleiner Hang für die Zuschauer. In Freundschaftsspielen gegen die Bundesligisten FC Schalke 04, Bayer 04 Leverkusen, TSV 1860 München oder den VfB Stuttgart wurden über 5.000 Besucher gezählt. Direkt neben dem Stadion befand sich ein Kunstrasenplatz.
Am Naturstadion befinden sich zudem das Vereinsheim und das ebenfalls 1994 erbaute Kanadische Blockhaus, in dessen Unterbau sich Umkleide- und Sanitärräume, Jugend- und Schiedsrichterzimmer sowie die Geschäftsstelle der SG Sonnenhof Großaspach befinden.
Da die Anlage den Anforderungen des Deutschen Fußball-Bundes an Stadien der Regionalliga nicht entsprach, wurde der Sportpark Fautenhau seit Sommer 2009 umgebaut und regionalligatauglich gemacht. Das neue Stadion mit einem Fassungsvermögen von 10.000 Zuschauern entstand auf dem bisherigen Kunstrasenplatz, der um 1,50 Meter abgesenkt wurde. Der Platz wurde mit vier Tribünen und Flutlicht ausgestattet. Zudem entstand ein Weg rund ums Sportgelände, damit Gästefans gemäß den Regularien für Spielstätten der Regionalliga getrennt vom Rest der Zuschauer in und aus dem Stadion gelangen können. Gleichzeitig wurde aus dem bisherigen Hauptspielfeld ein Kunstrasenplatz, auf dem nun die Spiele der Jugendmannschaften ausgetragen werden.
Während der Umbauphase, die im Sommer 2011 abgeschlossen wurde, trug die SG Sonnenhof Großaspach ihre Regionalligaspiele zwei Jahre lang im Heilbronner Frankenstadion aus. Das DFB-Pokalspiel in der 1. Runde des DFB-Pokals 2009/10 gegen den VfB Stuttgart (1:4) fand vor 15.000 Zuschauern ebenfalls in Heilbronn statt. In der Saison 2011/12 kehrte die SG wieder in den Fautenhau zurück.
Eröffnet wurde der Neubau 2011 unter dem Sponsorennamen comtech Arena, nach drei Jahren folgte die Benennung als mechatronik Arena. Seit Januar 2020 trägt die Spielstätte den Namen WIRmachenDRUCK Arena.

## „Dorfklub“
Zu Drittligazeiten war die SG Sonnenhof Großaspach der Verein aus der kleinsten Gemeinde im deutschen Profifußball. Im November 2016 wurde der Begriff „Dorfklub“ beim Deutschen Patent- und Markenamt beurkundet.